# ابوالحسن خان
ابوالحسن خان (۱۸۰۶ – ۱۸۸۰) سردار سپاه امام اسماعیلی نزاری، برادر کوچکتر آقاخان اول و یکی از فرزندان شاه خلیل‌الله سوم (چهل و پنجمین امام نزاریان) بود. او در کهک زاده شد و در سال‌های ۱۸۳۷ تا ۱۸۴۱م، فرماندهی نیروهای امام را در نبرد با ارتش قاجار در کرمان بر عهده داشت. ابوالحسن خان افزون بر نقش نظامی، مأموریت‌های دیپلماتیکی نیز به نیابت از امام انجام می‌داد. در سال ۱۸۴۱ همراه آقاخان اول به افغانستان رفت، اما در سال ۱۸۴۴ به ایران بازگشت، شهر بمپور را اشغال کرد و در بلوچستان چند پیروزی نظامی به‌دست‌آورد. او حدود دو سال بخش‌هایی از بلوچستان را به‌نام آقاخان اول در کنترل داشت، ولی در نبردی با ارتش قاجار شکست خورد، اسیر و در سال ۱۸۴۶ به تهران منتقل شد. پس از مدتی زندان، ناصرالدین شاه قاجار وی را عفو کرد، به دربار خود راه داد و او را با شاهزاده‌ای قاجاری ازدواج داد. ابوالحسن خان در تهران درگذشت و در کنار آرامگاه پدرش در نجف، عراق، به خاک سپرده شد.